# Hugo Ernst Rivera
Hugo Ernst Rivera (* 24. Juli 1888 in La Paz; † nach 1951) war ein bolivianischer Politiker und Diplomat.

## Leben
Hugo Ernst Rivera war der Sohn von Carmen Rivera und Luis Ludwig Ernst, Mitgründer der Cervecería Boliviana Nacional. Seine Geschwister waren August (genannt Cuto, Pilot, † 1938 in Sajama), Raúl, Louise (genannt Lucha) und Carmen. Seine Schwester Carmen heiratete Ernesto Fricke Lemoine (Emilio), Sohn von Hermann Fricke y Compañía in Oruro, bei dem Simón I. Patiño beschäftigt war. Er war mit Elena Sagarnaga verheiratet. Ihre Kinder waren Luis, Hugo, Jaime, Clemencia und Carlos.
Bis 1904 studierte er in England und wurde anschließend bei der Cervecería Alemana als Industriekaufmann beschäftigt. Er war Erster Vorsitzender der bolivianischen Industrie- und Handelskammer. Ernesto Fricke Lemoine war von 1923 bis 1927 Geschäftsträger in Berlin und Vorsitzender bei Telefunken. 1927 erhielt Hugo Ernst Rivera eine Lizenz zum Betrieb einer Funkanlage. 1937 ernannte Germán Busch Becerra den Präfekt von La Paz, Enrique Baldivieso, zum Außenminister in seinem Kabinett, worauf Hugo Ernst Rivera bis 1938 Präfekt von La Paz war.
Von 28. Februar 1939 bis 27. Januar 1942 war er Gesandter in Berlin. Von 1933 bis zu den Novemberpogromen 1938 hatten etwa 7000 Menschen, die durch das Gesetz zur Wiederherstellung des Berufsbeamtentums als Juden definiert wurden, Aufnahme in Bolivien gefunden. Von Mitte 1938 bis Mitte 1941 kamen aus Europa zwischen 10.000 und 15.000 Juden nach Bolivien.
1947 war er Senator für La Paz und unterzeichnete als solcher die bolivianische Verfassung von 1947. Zu seinen Immobilien gehörte das Grundstück der US-Botschaft in La Paz.
Vom 24. Oktober 1949 bis zum 15. Mai 1951 war er Ministro de Defensa Verteidigungsminister und Wirtschaftsminister im Regierungskabinett von Mamerto Urriolagoitia Harriague.